# Municipio de Pittsfield (Ohio)
El municipio de Pittsfield (en inglés: Pittsfield Township) es un municipio ubicado en el condado de Lorain en el estado estadounidense de Ohio. En el año 2010 tenía una población de 1581 habitantes y una densidad poblacional de 23,47 personas por km².

## Geografía
El municipio de Pittsfield se encuentra ubicado en las coordenadas 41°14′3″N 82°12′57″O / 41.23417, -82.21583. Según la Oficina del Censo de los Estados Unidos, el municipio tiene una superficie total de 67.37 km², de la cual 67,01 km² corresponden a tierra firme y (0,54 %) 0,36 km² es agua.

## Demografía
Según el censo de 2010, había 1581 personas residiendo en el municipio de Pittsfield. La densidad de población era de 23,47 hab./km². De los 1581 habitantes, el municipio de Pittsfield estaba compuesto por el 95,38 % blancos, el 1,33 % eran afroamericanos, el 1,27 % eran asiáticos, el 0,44 % eran de otras razas y el 1,58 % eran de una mezcla de razas. Del total de la población el 2,85 % eran hispanos o latinos de cualquier raza.